# Неофит (Следников)
Епископ Неофи́т (в миру Никола́й Никола́евич Сле́дников; 1873, Вельск — 29 ноября 1918, Харьков, УНР) — епископ Русской православной церкви, епископ Старобельский, викарий Харьковской епархии.

## Биография
Родился в 1873 году в семье протоиерея Троицкого собора города Вельска Вологодской епархии.
В 1891 году присутствовал при встрече Иоанна Кронштадтского с блаженной старицей Асенефой (Клементьевой). Впоследствии записал свидетельства о блаженной её жизни.
В 1894 года окончил Вологодскую духовную семинарию по первому разряду.
В 1898 году окончил Казанскую духовную академию со степенью кандидата богословия с правом преподавания в семинарии.
1 января 1899 года назначен на должность миссионера-проповедника Вологодской епархии. 13 января того же года назначен членом Совета Вологодского Братства во имя Всемилостиваго Спаса, 12 марта — членом Вологодского комитета Православнаго миссионерского общества.
В «Прибавлениях к „Вологодским епархиальным ведомостям“» отмечалось: «По обязанностям епархиального миссионера, изъездил до крайних пределов Вологодскую епархию»
27 июля (8 августа) 1899 года определён на вакансию псаломщика при Вологодском кафедральном соборе.
В те годы в «Вологодских епархиальных ведомостях» часто публикуются заметки и отчеты Николая Следникова о его деятельности. Кроме того, он писал о Иоанне Кронштадтском, о подвижниках благочестия в Вологодской епархии, рассказывал о случаях проявления чудесной помощи Божией в разных житейских ситуациях.
7 августа 1908 года зачислен штатным послушником Вологодского Спасо-Прилуцкого монастыря, где 9 августа епископом Никоном (Рождественским) пострижен в монашество с именем Неофит.
15 августа рукоположен во иеромонаха и 13 октября того же года назначен исполняющим должность настоятеля Вологодского Спасо-Прилуцкого монастыря.
20 декабря 1908 года утверждён в должности Вологодского епархиального миссионера-проповедника.
22 марта 1909 года возведён в сан игумена и 9 сентября назначен членом епархиального училищного совета.
Был одним из секретарей прошедшего с 5 по 13 июня 1909 года I Всероссийского съезда монашествующих, на котором председательствовал епископ Вологодский и Тотемский Никон (Рожесвенский).
5 июля 1910 года возведён в сан архимандрита.
5 апреля 1911 года назначен благочинным 2-го округа монастырей епархии.
14 февраля 1913 года был Высочайше утверждён доклад Святейшего Синода о бытии архимандриту Неофиту епископом Измаильским, вторым викарием Кишинёвской епархии, с тем чтобы наречение и хиротония его во епископа совершены были в Вологде.
9 марта 1913 года в Крестовой церкви Вологодского архиерейского дома состоялось его наречение во епископа, которое совершили: архиепископ Ярославский Тихон (Беллавин), епископ Никон (Рождественский), епископ Вологодский Александр (Трапицын), епископ Великоустюжский Алексий (Бельковский), епископ Вельский Антоний (Быстров) и епископ Михайловский Амвросий (Смирнов). В «Прибавлениях к „Вологодским епархиальным ведомостям“» отмечалось: «Прибывшие архипастыри составили собою такой освященный собор, какого Вологда не видела ещё никогда».
10 марта в Воскресенском соборе города Вологды теми же епископами хиротонисан во епископа Измаильского, второго викария Кишинёвской епархии.
С 13 ноября 1914 года — епископ Прилукский, викарий Полтавской епархии. Полтавским викарием пробыл около трёх лет. Был постоянным сотрудником журнала «Слово».
Члены Центральной Рады были настроены против монархиста архиепископа Харьковского Антония (Храповицкого). 16 апреля 1917 года в Благовещенском соборе «деятели украинского национального движения» шумно потребовали его смещения с кафедры. «Комиссар духовных дел» Центральной Рады В. И. Рапп также потребовал от него удалиться из Харькова. 1 мая 1917 года архиепископ Антоний был уволен на покой в Валаамский монастырь, куда выехал 15 мая 1917 года.
Поэтому 17 октября 1917 года епископ Неофит был указом Синода назначен епископом Старобельским, викарием Харьковской епархии. В это время архиепископ Антоний (Храповицкий) участвовал в работе Поместного Собора в Москве, потому предписал консистории: «Управление епархией вверяю Преосвященному Митрофану, пока преосвященный Неофит осмотрится на новом месте».
17/30 мая 1918 года ему было поручено временное управление Харьковской епархией.
Скончался 29 ноября (по другим данным — 30 сентября) 1918 года от брюшного тифа.

## Сочинения
- Письма к игумении Арсении (Корчагиной) архимандрита Иакова (Поспелова): статья, гранки. — [Б. м.], нач. 1900-х. — 3 л.; 49,1-50,1 х 18,5-18,9 см. — (Рождественский Н. И. Материалы других лиц).
- «Записки миссионера» // «Вологодские епархиальные ведомости», 1902 год
- Поездка Вологодского епархиального миссионера в 1902 году. — Вологда: Тип. Губ. правл., 1903. — 57 с.; 24 см. — Из «Волог. епарх. вед.» 1903
- Товарищеский съезд питомцев духовной семинарии через 10 лет после окончания ими курса (окончание) // Вологодские епархиальные Ведомости. — 1904.- № 17.- 1 сентября. — С. 462—473.
- «Вечная правда» наставника Спасова согласия : замечания православного миссионера по поводу печатного издания, составленной Спасовским наставником А. О. Комиссаровым, кн. Вечной правды / миссионер Николай Следников. — Ярославль : Типография Губернского правления, 1905. — 57 с.
- Добрые люди XIX века в Вологде : Николай Матвеевич Рынин : [Некролог] / [Вологодск. епарх. миссионер Николай Следников]. — Санкт-Петербург : тип. И. Генералова, 1906. — 20 с., 1 л. фронт. (портр.).
- Добрые люди XIX века в Вологде : Петропавловский диакон [Александр Воскресенский] / Н. Следников. — Сергиев Посад : Иоанно-Предтеч. Рощен. братство в Вологде, 1907. — 64 с. : портр.; 17.
- Преподобный Арсений Комельский. (24 августа) / Ник. Следников. — Сергиев Посад : Тип. Св. — Тр. Сергиевой Лавры, 1907. — 6 с.
- Привет приходским людям в день редкого приходского торжества // Церковное слово. — 1908. — № 89.
- Никифор Петрович: [рассказ о подвижнике Божием]. — [Сергиев Посад]: Свято-Троицкая Сергиева лавра, 1909 (Собственная тип.). — 12 с.
- По пути подвижников : (На добрую память о старце Максиме Погореловском) / [Соч.] Игум. Неофита. — [Сергиев Посад] : Свято-Троиц. Сергиева лавра, собственная тип., 1909. — 28 с.; 17. — (Троицкая народная беседа; Кн. 57).
- Через 70 лет на могиле Николая Матвеевича Рынина Церковное слово. 1909. — № 127. — С. 426—431; № 128. — С. 440—443: № 129. — С. 456—463.
- Спасо-Прилуцкий монастырь 17 января / Игум. Неофит. — Вологда: Тип. Губ. правл., 1910. — 11 с.; 22 см. — Из «Волог. епарх. вед.» 1910 г. — № 6.
- Труженица / архим. Неофита. — Сергиев Посад : тип. Св.-Тр. Сергиевой лавры, 1910. — 24 с.;
- Люди божии / [Соч.] Игум. Неофита. — [Сергиев Посад] : Свято-Троиц. Сергиева лавра, собств. тип., 1910. — 26 с.; 17. — (Троицкая народная беседа; Кн. 59).
- Как здесь мрачно / [Соч.] Игум. Неофита. — [Сергиев Посад] : Свято-Троиц. Сергиева лавра, собств. тип., 1910. — 12 с.
- Память о духовной дружбе преподобных Сергия и Димитрия / Архим. Неофит. — Вологда: Тип. Губ. правл., 1910. — 7 с.
- Иоанниты — опасные люди / [Соч.] А. Неофита. — [Сергиев Посад] : Свято-Троиц. Сергиева лавра, собств. тип., 1911. — 20 с.; 17. — (Троицкая народная беседа; Кн. 64).
- Печальник о скорбящих — преподобный Дмитрий Прилуцкий / Настоятель Спасо-Прилуц. монастыря архим. Неофит. — Вологда: Тип. т-ва «Знаменский и Цветов», ценз. 1912. — 15 с.
- Речь, произнесенная 9 марта 1913 г. в Крестовой церкви Вологодского архиерейского дома при наречении его во епископа Измаильского, второго викария Кишиневской епархии // Прибавление к «Церковным Ведомостям» 1913. — № 12. — С. 522—524.
- Блаженный Николай Матвеевич Рынин. — Вологда: Тип. А. В. Иванова, 1913. — 45 с.
- Подвижник архимандрит [Нектарий]. — [Сергиев Посад] : Свято-Троиц. Сергиева лавра, собственная тип., 1915. — 23 с.: портр.; 17. — (Троицкая народная беседа; Кн. 76).
- «В дар Христу»: Воспоминания о юродивой мон. Асенефе Клементьевой. Сергиев Посад, 1917
  - В дар Христу : (Воспоминания о юродивой монахине Асенефе Клементьевой) / Епископ Неофит. — [Репринт. изд.]. — М. : Данилов. благовестник, Б. г. (1994). — 32 с. : ил.;
- Подвижник архимандрит [Нектарий] / [Соч.] Е. Неофита. — [Сергиев Посад] : Свято-Троиц. Сергиева лавра собственная тип., 1915. — 23 с. : портр.; 17. — (Троицкая народная беседа; Кн. 76).
- Троицкая народная беседа. — [Сергиев Посад] : Свято-Троицкая Сергиева лавра, 1901—1917. — 17 см.

Книжка 58: Никифор Петрович : [рассказ о подвижнике Божием] / [игумена Неофита]. — [Сергиев Посад] : Свято-Троицкая Сергиева лавра, 1909 (Собственная тип.). — 12 с.;